# Viscometer

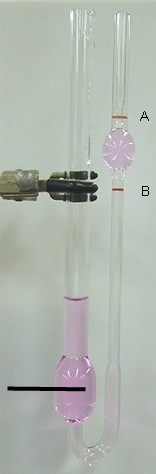
Ostwald-viscometer

Een viscometer is een instrument waarmee de relatieve viscositeit van een vloeistof bepaald kan worden.
Een bekend en eenvoudig voorbeeld van een viscometer is de Ostwald-viscometer (er bestaan verschillende capillaire viscometers waaronder de Ubbelohde, Canon-Fenske, Altantic en SIL), die bestaat uit een glazen capillair met daarboven een verbreding. De vloeistof wordt opgezogen in het compartiment en daarna wordt de tijd gemeten die verloopt tussen het moment dat de vloeistofspiegel het punt A doorloopt en het punt B (zie afbeelding).
Het voorraadvat aan de linkerzijde dient voor een goede meting niet verder gevuld te zijn dan ongeveer aangegeven met de horizontale streep.
Viscometers bestaan er voor verschillende doeleinden. Er zijn er die geschikt zijn voor heldere vloeistoffen; andere zijn juist bruikbaar voor troebele vloeistoffen. Als de viscositeit van een vloeistof erg groot is, kan die toch gemeten worden; dan wordt gebruikgemaakt van een vacuüm-viscometer. De viscositeit van sommige polymeren (zoals nylons [PA, polyamide]) wordt bepaald volgens de oplosviscositeit (ISO 307), waarbij het polymeer wordt opgelost in een oplosmiddel en de doorstroomtijd met de viscometer wordt bepaald.